# 普萨美提克一世
普萨美提克一世 Psammetichus I 古埃及法老（公元前663年－公元前610年在位），埃及第二十六王朝的建立者。“普萨美提克”是希腊人对这位法老的叫法。普萨美提克一世是塞易斯的统治者尼科一世的儿子，因而他建立的王朝也叫塞易斯王朝。他借助希腊雇佣军赶走了埃及第二十五王朝末期征服埃及的亚述人，在埃及第二十王朝灭亡后第一次统一了埃及。执行奖励工商的政策。埃及在普萨美提克一世的统治下又出现了繁荣的景象。因新巴比伦王国势力过于强大，普萨美提克一世在他执政末期转而支持他原来的敌人亚述。但亚述最终在普萨美提克一世的儿子尼科二世统治时期被巴比伦—米底联军灭亡。